# Miesięcznik Literacki
Miesięcznik Literacki (polnisch für: Literarische Monatsschrift) war eine polnische Literaturzeitschrift, die von 1929 bis 1931 in Warschau erschien und von Aleksander Wat herausgegeben wurde. Sie war ein inoffizielles Organ der Kommunistischen Partei Polens und förderte die Entwicklung einer proletarischen Literatur. Zu den Autoren gehörten Władysław Broniewski, Henryk Drzewiecki, Jan Hempel, Leopold Lewin, Stefan Rudniański, Leon Schiller, Stanisław Ryszard Stande, Andrzej Stawar, Juliusz Wit, Andrzej Wolica und Stanisław Wygodzki.
1931 wurde die Zeitschrift von der Zensur der Piłsudski-Regierung verboten und ein Teil der Redaktion verhaftet.